# Raabs an der Thaya
Raabs an der Thaya é um município da Áustria localizado no distrito de Waidhofen an der Thaya, no estado de Baixa Áustria.